# Petra Zublasing
Petra Zublasing (Bolzano, 30 giugno 1989) è una tiratrice a segno italiana, specializzata nella carabina 10 metri ad aria compressa e nella carabina a 50 metri.
Nel 2014 ha vinto la medaglia d'oro nella specialità ai Campionati mondiali di Granada.

## Biografia
Nata a Bolzano, ha vissuto nella vicina San Michele Appiano sino al termine degli studi scolastici. Ha poi frequentato per due anni la Facoltà di Ingegneria all'Università di Innsbruck, prima di trasferirsi nel 2011 alla West Virginia University, dove è membro della squadra di tiro dell'Università, con cui ha vinto il titolo NCAA 2013. Laureata in engineering civile, con Summa Cum Laude alla West Virginia University nel 2013. 
Ha fatto il suo esordio olimpico ai Giochi di Londra 2012, piazzandosi al 12º posto. Nel marzo 2013 si è laureata campionessa europea nella carabina 10 metri ad aria compressa a squadre, assieme a Martina Pica e Sabrina Sena. Lo stesso anno ha vinto la sua prima gara di Coppa del Mondo, qualificandosi per le finali di Coppa del Mondo di Monaco di Baviera, e ha conquistato un oro e un argento ai Giochi del Mediterraneo. Nel 2014 si è consacrata ai vertici della sua specialità, vincendo il titolo mondiale ai campionati di Granada e guadagnando il primo pass del tiro per le olimpiadi di Rio de Janeiro 2016

## Palmarès

### Campionati europei
- 6 medaglie:
  - 1 oro (carabina 10 metri aria compressa individuale Junior a Praga 2009)
  - 1 oro (carabina 10 metri aria compressa a squadre a  Odense 2013);
  - 1 Argento (Carabina 3 posizioni individuale a Maribor 2015)
  - 2 Argento (Carabina Aria compressa a squadre e Mixed Team a Osjek 2009)
  - 1 bronzo (carabina 10 metri aria compressa a squadre a  Mosca 2014).

### Giochi Europei
- 1 medaglie:
  - 1 oro (carabina 3 posizioni 50 metri a Baku 2015);

### Campionati mondiali
- 1 medaglie:
  - 1 oro (carabina 10 metri aria compressa a  Granada 2014);

### Coppe del Mondo
- 9 medaglie:
  - 1 oro (carabina 3 posizioni 50metri a Granada 2013)
  - 1 oro (carabina 3 posizioni 50 metri a Fort Benning 2014)
  - 1 oro (carabina 3 posizioni 50 metri a Pechino 2014)
  - 1 Argento (carabina 10 metri aria compressa a Milano 2009)
  - 1 Argento (carabina 3 posizioni 50 metri a Monaco 2014)
  - 1 Argento (carabina 3 posizioni 50 metri a Changwon 2015)
  - 1 bronzo (carabina 10 metri aria compressa a Fort Benning 2011)
  - 1 bronzo (carabina 10 metri aria compressa a Fort Benning 2013)
  - 1 bronzo (carabina 3 posizioni 50 metri a Monaco 2016)

### Finale di Coppa del Mondo
- 2 medaglie:
  - 1 oro (carabina 3 posizioni 50 metri a Monaco 2013);
  - 1 argento (carabina 3 posizioni 50 metri a Gabala 2014)